# آپالاشیا

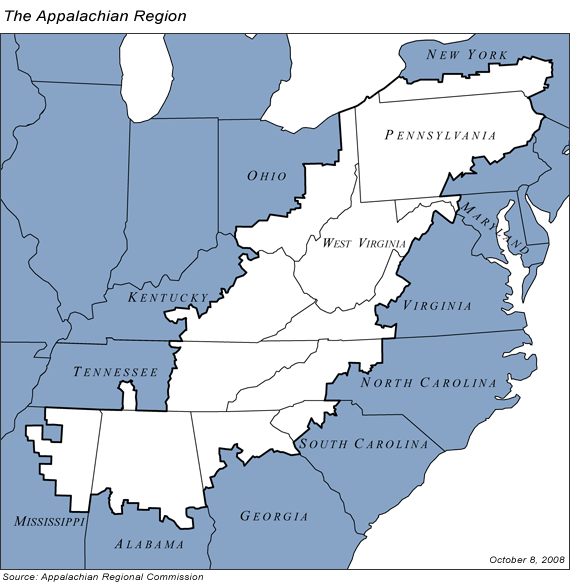
محدوده سفیدرنگ حوزه فرهنگی آپالاشیا را نشان می‌دهد.

آپالاشیا یا آپالاچیا (به انگلیسی: Appalachia) نام یک حوزه فرهنگی در شرق ایالات متحده آمریکا است که از جنوب ایالت نیویورک شروع شده و تا شمال ایالت میسیسیپی، جورجیا و آلاباما امتداد می‌یابد. به عبارت دقیقتر این منطقه نواحی مرکزی و جنوبی رشته‌کوه آپالیشین را شامل می‌شود که بنابر آمار سال ۲۰۲۴ جمعیتی بالغ بر ۳۴ میلیون نفر را شامل می‌شود. همچنین بر مبنای آخرین داده‌های سامانه اطلاعات جغرافیایی (GIS) بیشترین درازای این منطقه ۱۲۳۳ کیلومتر است.

نقشه آپالاشیا بدون مرز شهرستان

## تاریخچه
تاریخ اولیه
شکارچیان-گردآورنده بومی آمریکا برای اولین بار بیش از 16000 سال پیش به منطقه آپالاشیا کنونی رسیدند. اولین مکان کشف شده، پناهگاه راک Meadowcroft در شهرستان واشینگتن، پنسیلوانیا است که برخی از دانشمندان ادعا می کنند فرهنگ قبل از کلوویس است. چندین سایت باستان شناسی دیگر دوره باستانی (8000-1000 قبل از میلاد) در این منطقه شناسایی شده است، مانند سایت سنت آلبانز در ویرجینیای غربی و سایت Icehouse Bottom در تنسی. حضور آفریقایی ها در کوه های آپالاچی به قرن شانزدهم با ورود استعمارگران اروپایی برمی گردد. آفریقایی های برده شده برای اولین بار در طول سفرهای اسپانیایی قرن شانزدهم به مناطق کوهستانی جنوب به آمریکا آورده شدند. در سال 1526 آفریقایی های برده شده توسط لوکاس وازکوئز دی آیلن، کاشف اسپانیایی به منطقه رودخانه پی دی در غرب کارولینای شمالی آورده شدند. آفریقایی‌های برده‌دار نیز سفرهای فرناندو دو سوتو در سال 1540 و خوان پاردو در سال 1566 را همراهی کردند که هر دو از آپالاشیا سفر کردند.
اکسپدیشن های د سوتو و پاردو کوه های کارولینای جنوبی، کارولینای شمالی، تنسی و جورجیا را کاوش کردند و با جوامع پیچیده کشاورزی متشکل از ساکنان مسکوگی زبان مواجه شدند. دی سوتو نشان داد که بخش اعظمی از منطقه غرب کوهها بخشی از قلمرو کوزا است، یک فرماندهی برتر که در اطراف مجموعه روستایی در شمال گرجستان متمرکز شده است. زمانی که کاشفان انگلیسی در اواخر قرن هفدهم به آپالاشیا رسیدند، بخش مرکزی منطقه تحت کنترل قبایل آلگونکیان (یعنی Shawnee) بود و بخش جنوبی منطقه تحت کنترل چروکی ها بود. فرانسوی‌های مستقر در کبک امروزی همچنین به مناطق شمالی منطقه در ایالت نیویورک و پنسیلوانیا امروزی نفوذ کردند. در اواسط قرن 18، فرانسوی‌ها پاسگاه‌هایی مانند فورت دوکوئن و فورت لو بوئوف داشتند که پس از اکتشاف توسط سلرون دو بینویل، نقاط دسترسی رودخانه آلگنی و دره‌های بالای رودخانه اوهایو را کنترل می‌کردند.
دانیل بون در حال اسکورت مهاجران از طریق شکاف کامبرلند (جورج کالب بینگهام، رنگ روغن روی بوم، 1851–1852)
مهاجرت اروپایی ها به آپالاشیا در قرن هجدهم آغاز شد. با پر شدن زمین ها در شرق پنسیلوانیا، منطقه تایدواتر ویرجینیا و کارولینا، مهاجران شروع به هل دادن بیشتر و بیشتر به سمت غرب به سمت کوه های آپالاچی کردند. بخش نسبتاً بزرگی از مهاجران اولیه از اسکاتلند اولستر بودند - که بعداً به عنوان "اسکاتلندی-ایرلندی" شناخته شدند، گروهی که عمدتاً از جنوب اسکاتلند و شمال انگلیس سرچشمه می گیرند، بسیاری از آنها قبل از مهاجرت به آمریکا در اولستر ایرلند ساکن شده بودند.کسانی که به دنبال زمین ارزان‌تر و رهایی از تعصب بودند، مانند اسکاتلندی‌-ایرلندی‌ها توسط دیگر عناصر قدرتمندتر جامعه به تحقیر می‌نگریستند.سایرین شامل آلمانی‌هایی از منطقه پالاتینات و مهاجران انگلیسی از کشور مرزی انگلیس و اسکاتلند بودند. بین سال‌های 1730 و 1763، مهاجران به غرب پنسیلوانیا، دره Shenandoah ویرجینیا و غرب مریلند سرازیر شدند. کشف شکاف کامبرلند توسط توماس واکر در سال 1750 و پایان جنگ فرانسه و هند در سال 1763، مهاجران را به ااعماق کوه ها کشاند، یعنی به سمت بالا شرق تنسی، شمال غربی کارولینای شمالی، کارولینای جنوبی و کنتاکی مرکزی.
در طول قرن هجدهم، آفریقایی‌های برده‌دار توسط مهاجران اروپایی در ترانس آپالاشیا کنتاکی و دره بلو ریج فوقانی به آپالاشیا آورده شدند. بر اساس اولین سرشماری سال 1790، بیش از 3000 برده آفریقایی از طریق کوه ها به شرق تنسی و بیش از 12000 به کوه های کنتاکی منتقل شدند. بین سال‌های 1790 و 1840، مجموعه‌ای از معاهده‌ها با چروکی‌ها و دیگر قبایل بومی آمریکا زمین‌هایی را در شمال جورجیا، شمال آلاباما، دره تنسی، فلات کامبرلند و کوه‌های بزرگ دودی باز کردند. این معاهدات با حذف بخش عمده ای از جمعیت چروکی ها (و همچنین Choctaw، Chickasaw و دیگران) از منطقه از طریق Trail of Tears در دهه 1830 به اوج خود رسید.

## اقتصاد
در حالی که آپالاشیا دارای منابع طبیعی فراوانی است، مدت‌هاست از نظر اقتصادی با مشکل مواجه بوده و با فقر همراه بوده است. در اوایل قرن بیستم، شرکت‌های چوب‌برداری و استخراج زغال‌سنگ در مقیاس بزرگ، مشاغل مزدبگیر و امکانات مدرن را به آپالاشیا آوردند، اما در دهه 1960، منطقه نتوانست از منافع بلندمدت این دو صنعت بهره‌مند شود. با شروع دهه 1930، دولت فدرال به دنبال کاهش فقر در منطقه آپالاچی با مجموعه ای از طرح های نیو دیل ، به ویژه اداره دره تنسی (TVA) بود. TVA مسئول ساخت سدهای برق آبی بود که مقدار زیادی برق را فراهم می کند و از برنامه هایی برای شیوه های کشاورزی بهتر، برنامه ریزی منطقه ای و توسعه اقتصادی حمایت می کند.
در سال 1965، کمیسیون منطقه ای آپالاچی برای کاهش بیشتر فقر در منطقه، عمدتاً از طریق تنوع بخشیدن به اقتصاد منطقه و کمک به ارائه مراقبت های بهداشتی و فرصت های آموزشی بهتر برای ساکنان منطقه ایجاد شد. تا سال 1990 آپالاشیا تا حد زیادی به جریان اصلی اقتصادی پیوسته بود، اما همچنان در بیشتر شاخص های اقتصادی از بقیه کشور عقب بود.